# Color Line
Color Line jest największym operatorem promowym na liniach do i z Norwegii. Firma jest także jednym z wiodących przewoźników w Europie. W jej zakresie działalności oprócz transportu ludzi i towarów znajdują się usługi hotelowe, prowadzenie sklepów, restauracji i usługi rozrywkowe. Spółka zatrudnia aktualnie 3500 osób w czterech krajach.
Główne biuro Color Line znajduje się w Oslo, ale firma posiada swoje oddziały także w Kristiansand, Sandefjord i Larviku, a za granicą Norwegii w Kilonii, Hirtshals oraz Strömstad.

## Historia

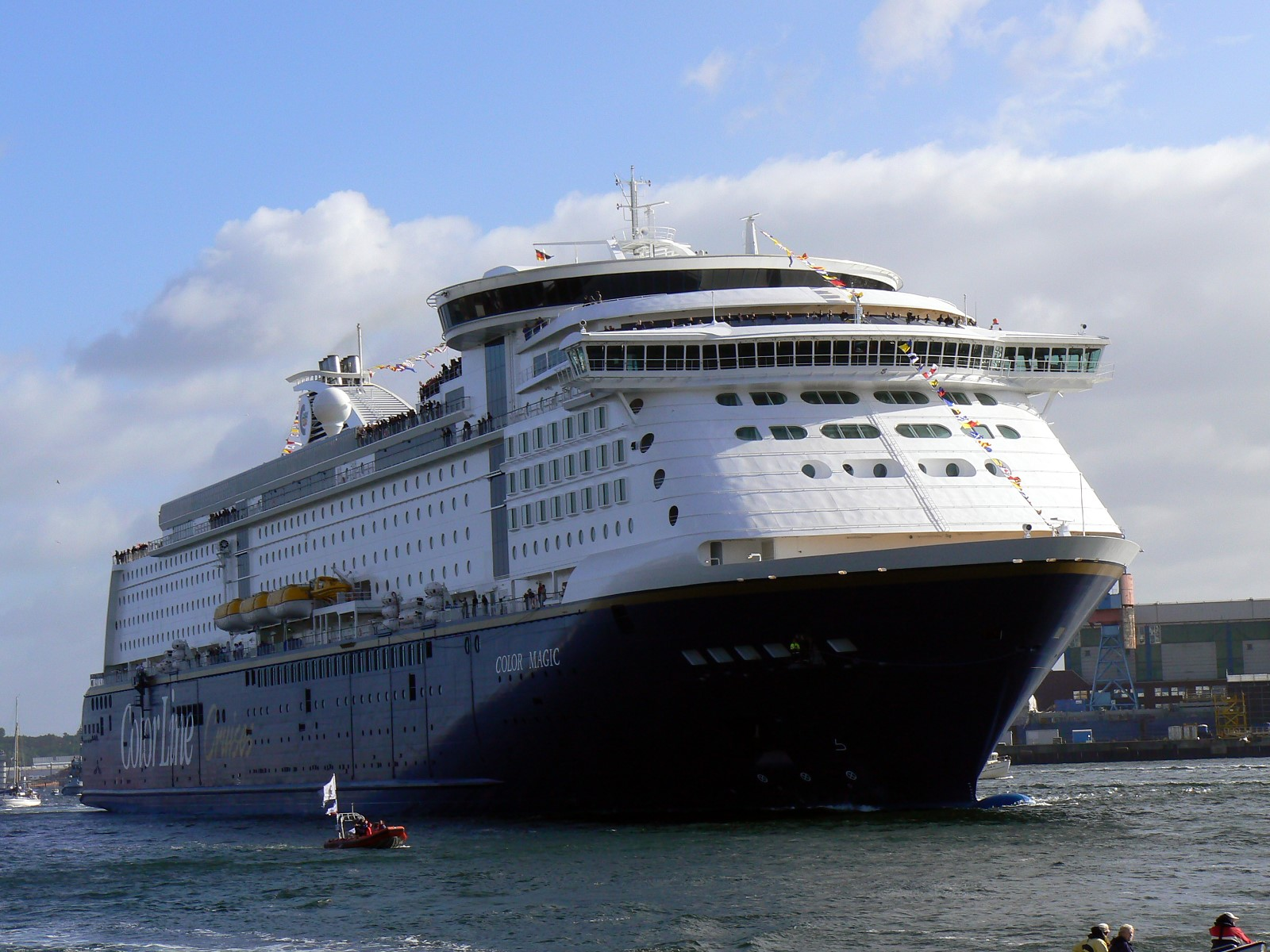
MS Color Magic, największy prom świata

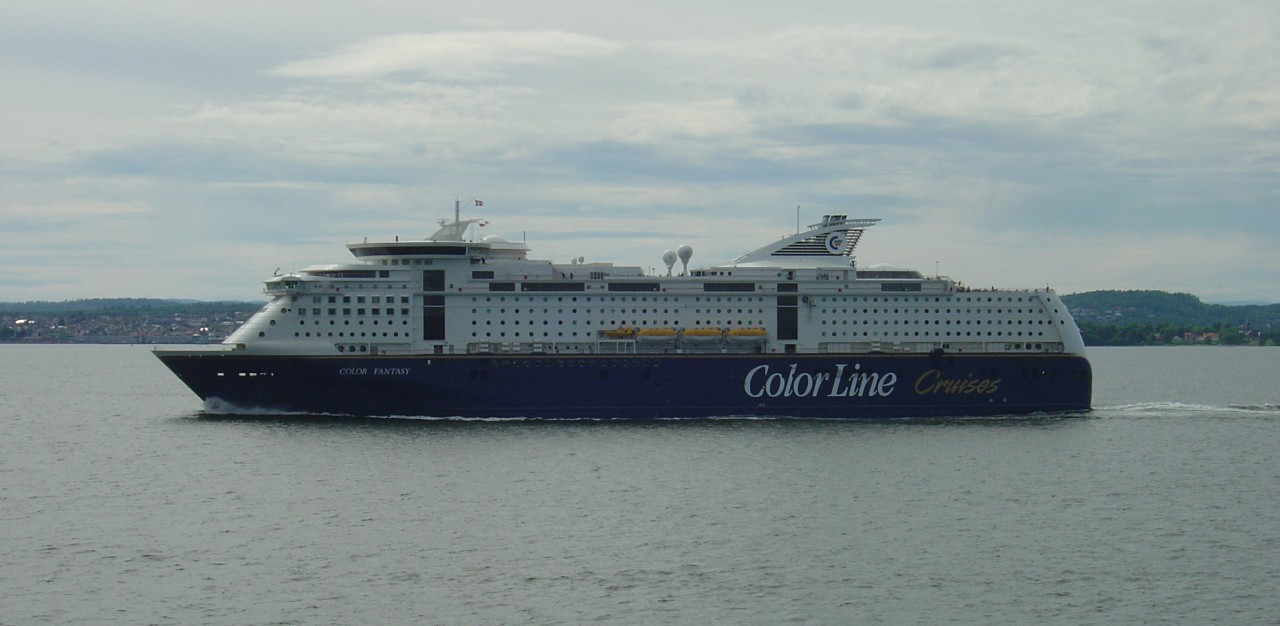
MS Color Fantasy, do 2007 roku największy prom na świecie

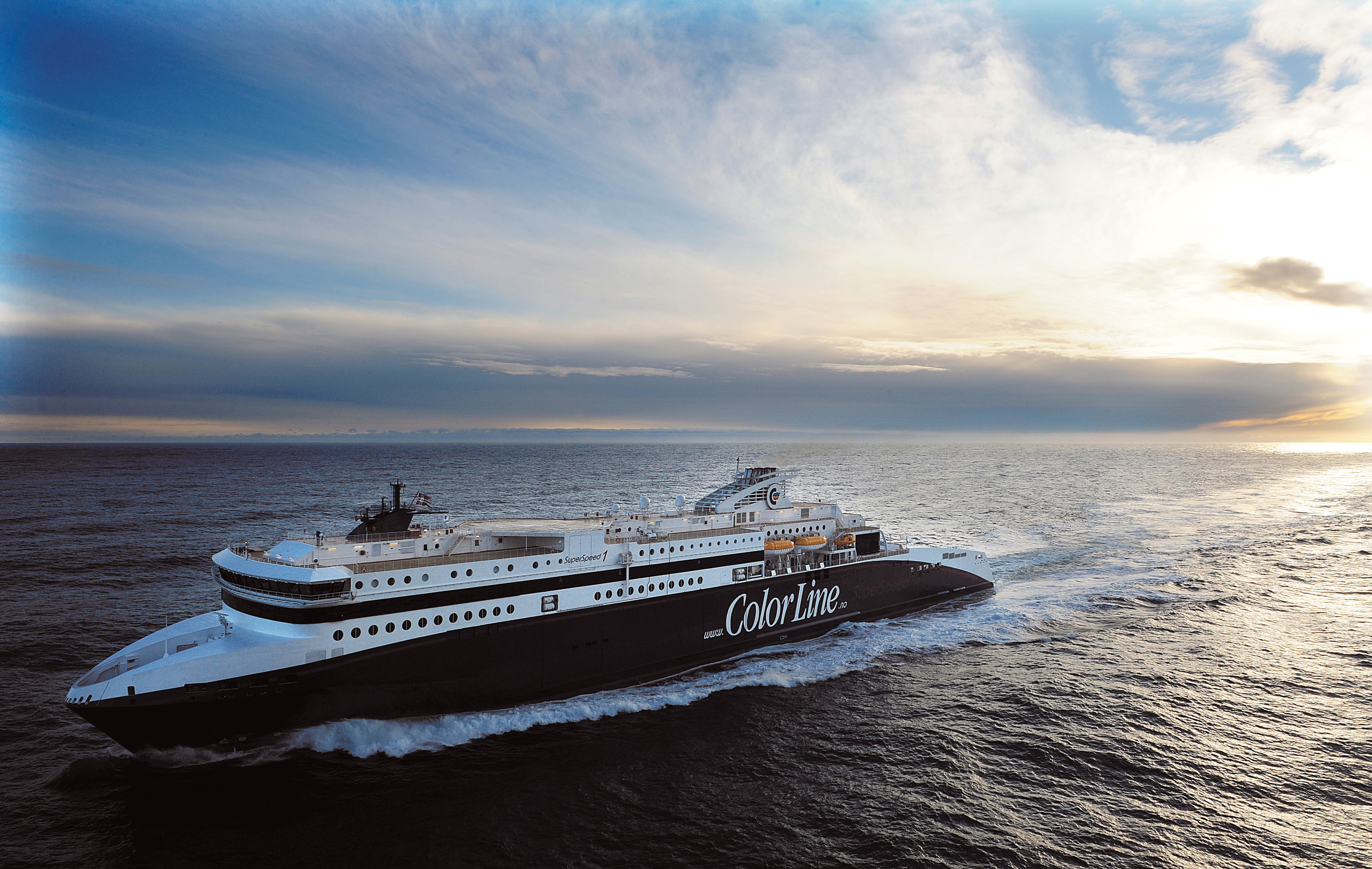
Superspeed 1 w trakcie rejsu na trasie Kristiansand - Hirtshals

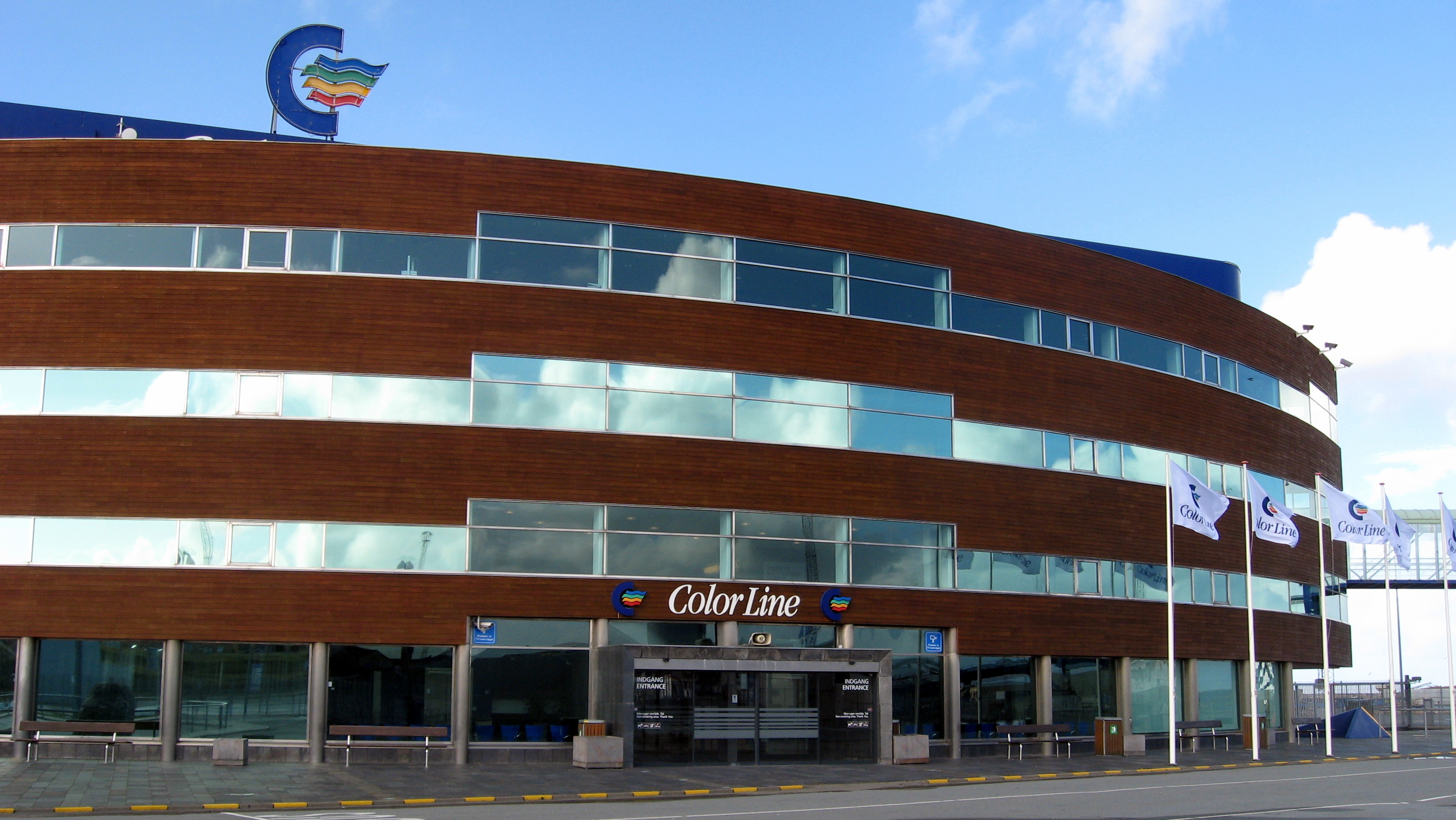
Terminal Color Line w Hirtshals

Firma została założona w 1990 roku poprzez połączenie się dwóch norweskich operatorów, Jahre Line oraz Norway Line. Jahre Line od 1961 roku obsługiwał promy pomiędzy Oslo i Kilonią, podczas gdy Norway Line od 1986 roku obsługiwał promy pomiędzy Norwegią a Wielką Brytanią oraz Holandią. W 1990 roku Color Line przejęło także operatora Fred. Olsen Lines, tym samym rozszerzając swój obszar działania o rejsy pomiędzy Norwegią i Danią.
W pierwszej połowie lat 90' Color Line zwiększało swój tonaż poprzez wydłużanie już posiadanych statków oraz poprzez odkupywanie statków od innych operatorów. Latem 1996 roku firma zaczęła eksploatować szybkie promy pomiędzy Norwegią i Danią. Początkowo rejsy były wykonywane we współpracy z firmą SeaContainers, ale ten stan rzeczy utrzymywał się tylko do 1997 roku. W październiku tego samego roku Color Line przejęło linię Larvik Line, będącą jego dotychczasowym konkurentem na linii Norwegia - Dania. We wrześniu 1998 roku firma nabyła Color Hotel Skagen oraz Scandi Line, które uruchamiały połączenia dwoma promami na krótkich trasach łączących Norwegię i Szwecję. Pod koniec 1998 roku połączenia na trasie z Norwegii do Wielkiej Brytanii zostały sprzedane operatorowi Fjord Line.
Począwszy od 2000 roku linie Color Line zaczęły intensywnie inwestować w nowe jednostki, tj. MS Color Fantasy, MS Color Magic, MS Superspeed 1 oraz MS Superspeed 2, wypierając stopniowo aż do 2008 roku starsze statki. W kwietniu 2008 roku firma ogłosiła wycofanie swoich połączeń na trasie Oslo — Hirtshals począwszy od 6 maja 2008 roku.

## Statki i połączenia
| Statek           | Rok budowy | Początek służby w Color Line | Trasa                    | Tonaż      | Uwagi                                                                      |
| ---------------- | ---------- | ---------------------------- | ------------------------ | ---------- | -------------------------------------------------------------------------- |
| MS Bohus         | 1971       | 1999                         | Sandefjord — Strömstad   | 8 772 GRT  | Wcześniej: Prisessan Desireé, Europafärjan, Europafärjan II, Lion Princess |
| MS Color Viking  | 1985       | 2000                         | Sandefjord — Strömstad   | 19 763 GRT | Wcześniej: Peder Paars, Stena Invicta                                      |
| MS Color Fantasy | 2004       | 2004                         | Oslo — Kilonia           | 75 027 GT  |                                                                            |
| MS Color Magic   | 2007       | 2007                         | Oslo — Kilonia           | 75 100 GT  | Największy prom na świecie                                                 |
| MS Superspeed 1  | 2008       | 2008                         | Kristiansand — Hirtshals | 33 500 GT  |                                                                            |
| MS Superspeed 2  | 2008       | 2008                         | Larvik — Hirtshals       | 33 500 GT  |                                                                            |

### Statki nieeksploatowane
| Statek                | Rok budowy | Okres użytkowania | Tonaż      | Stan aktualny (2009 r.)                                                         |
| --------------------- | ---------- | ----------------- | ---------- | ------------------------------------------------------------------------------- |
| MS Kronprins Harald   | 1987       | 1991 – 2007       | 31 122 GRT | Od 2007 roku jako MS Oscar Wilde w liniach Irish Ferries                        |
| MS Prinsesse Ragnhild | 1980       | 1991 – 2008       | 35 855 GRT | Od 2008 roku jako MS Bahamas Celebration Alang 2015                             |
| MS Jupiter            | 1973       | 1991 – 1999       | 11 344 GRT | Sprzedany na złom                                                               |
| MS Skagen             | 1975       | 1991 – 2005       | 12 333 GRT | Od 2005 roku jako MS Sherazad w liniach Arab Bridge Maritime Co                 |
| MS Venus              | 1974       | 1991 – 1994       | 8 753 GRT  | Od 2002 roku jako MS Cesme w liniach Turkish Marmara Lines                      |
| MS Christian IV       | 1982       | 1991 – 2008       | 21 699 GT  | Od 2009 roku jako MS Julia w liniach Fastnet Line                               |
| MS Color Viking       | 1975       | 1994 – 1998       | 20 581 GRT | Od 2007 roku jako MS Jupiter w liniach Royal Group Ltd                          |
| MS Color Festival     | 1985       | 1994 – 2008       | 34 694 GRT | Od 2008 roku jako MS Mega Smeralda w liniach Corsica Ferries                    |
| HSC SeaCat (Dania)    | 1991       | 1996              | 3 003 GT   | Od 2006 roku jako HSC Pescara Jet w liniach SNAV                                |
| HSC SeaCat (Norwegia) | 1991       | 1996              | 3 003 GT   | Od 2007 roku jako HSC Snaefell w liniach Isle of Man Steam Packet               |
| MS Octagon 3          | 1984       | 1996 – 1997       | 10 243 GRT | Od 2005 roku jako MS Fast Independence w liniach Independence Shipping Co. Ltd. |
| MS Peter Wessel       | 1981       | 1996 – 2008       | 29 706 GRT | Od 2008 roku jako MS SNAV Toscana w liniach SNAV                                |
| HSC Silvia Ana L      | 1996       | 1997 – 2007       | 7 895 GRT  | Od 2007 roku eksploatowany przez linie Buquebus                                 |
| HSC Pegasus Two       | 1997       | 1997 – 1998       | 3 971 GT   | Od 2007 roku jako HSC Queen Nefertiti w liniach Arab Bridge Maritime Co.        |
| MS Color Trader       | 1977       | 1998              | 8 454 GRT  | Zezłomowany w 2004 roku                                                         |
| MS Feederman          | 1972       | 1998              | 3 166 GRT  | Od 2003 roku jako MS Dorrah Jeddah                                              |
| MS Sandefjord         | 1965       | 1999 – 2000       | 5 678 GRT  | Od 2007 roku jako MS Red Star I w liniach Star Ferries                          |
| MS Landi              | 1976       | 1999              | 9 079 GRT  | Od 2007 roku jako MS Ammari w liniach Ustica Lines                              |
| MS European Mariner   | 1978       | 2002              | 1 598 GRT  | Od 2003 roku eksploatowany przez linie P&O Ferries                              |
| MS Gute               | 1979       | 2003              | 7 616 GRT  | Od 2007 roku odstawiony w Visby, własność Rederi AB Gotland                     |
| MS Calibur            | 1976       | 2003              | 3 642 GRT  | Od 2007 roku eksploatowany przez linie P&O Ferries                              |
| MS Color Traveller    | 1981       | 2004 – 2006       | 17 046 GRT | Od 2007 roku jako MS Rostock w liniach Scandlines                               |